# Manuel Joaquim Ribeiro do Vale
Manuel Joaquim Ribeiro do Vale, primeiro e único barão das Dores de Guaxupé (São João del-Rei, 22 de abril de 1821 — Muzambinho, 15 de julho de 1893), foi um cafeicultor brasileiro.
Era tenente-coronel da Guarda Nacional, agraciado barão em 3 de agosto de 1889. Um dos seus filhos é o Conde Ribeiro do Vale, pela Santa Sé.